# Nico van der Drift
Nicolaas Johannes (Nico) van der Drift (Amsterdam, 13 februari 1905-) was een van de eerste directeuren van het dagblad De Waarheid.
Hij (junior) was zoon van kleermaker Nicolaas Johannes van der Drift en Cornelia Pallandt. Hijzelf was tussen 1928 en 1942 gehuwd met Anna Agatha Louise Bertrand; in 1945 hertrouwde hij met Johanna Baarspul. 
De eerste directeuren van het legale, naoorlogse dagblad De Waarheid waren Wim Hulst en Nico van der Drift. Van der Drift zou tot ca. 1952 aanblijven als directeur en werd eerst vervangen door Lou Koning, daarna werd deze post door diverse andere personen waargenomen. Van der Drift werd daarna directeur van het filmverhuurkantoor Actueel Film N.V. eigendom van de rijke handelaar in jute zakken, Mike de Swaan. In 1962 verliet van der Drift Actueel Film en ging bij een ander filmverhuurkantoor werken. Hij verhuisde in die jaren naar Den Haag.
Nico van der Drift en Johanna Baarspul waren dragers van het Verzetsherdenkingskruis.